# Eindhoven

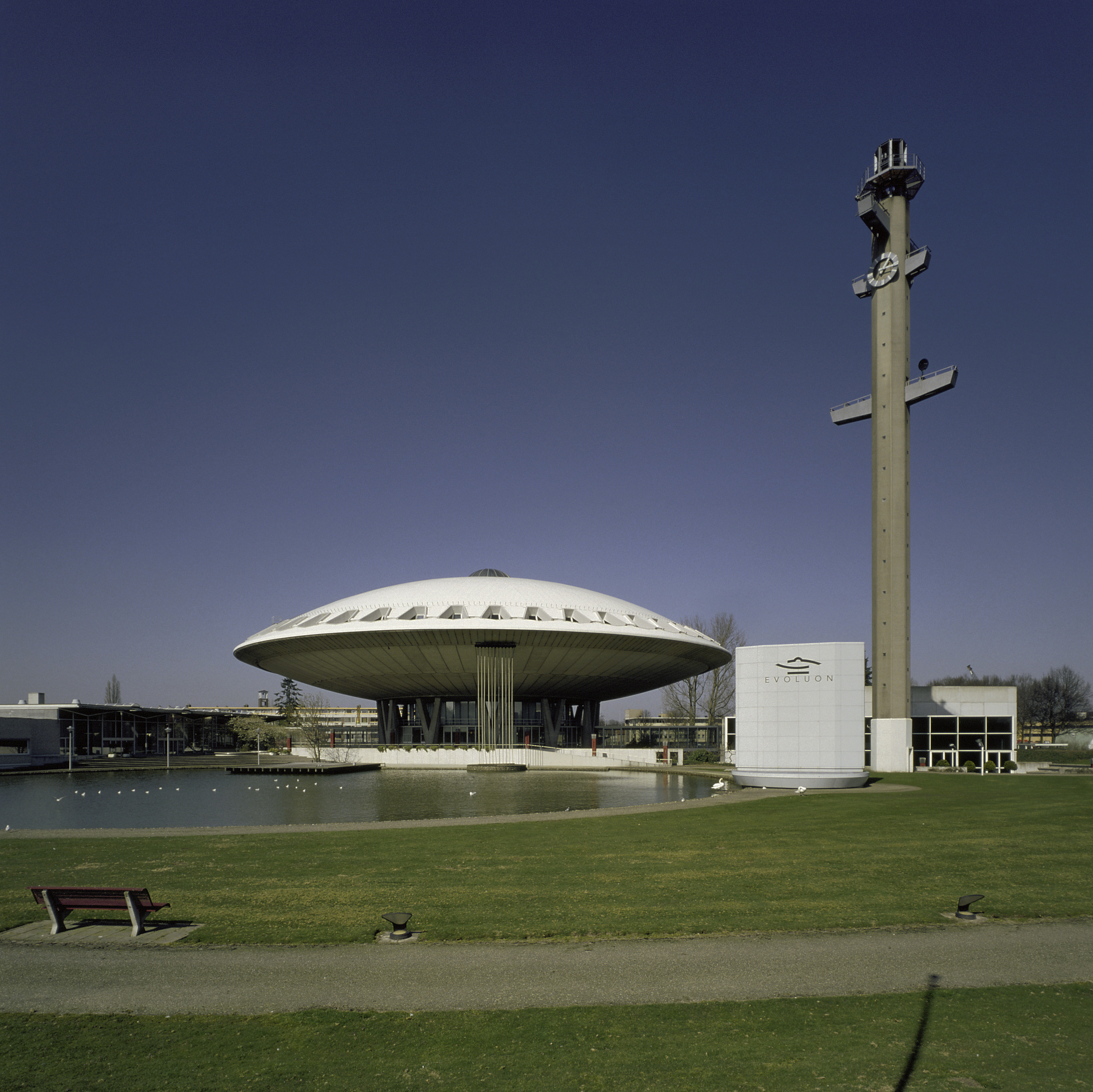
Budova Evoluon

Eindhoven je nizozemské město v provincii Severní Brabantsko na jihu země. Žije zde přibližně 244 tisíc obyvatel.

## Místní části
- Gestel
- Stratum
- Tongelre
- Strijp
- Woensel
- Meerhoven

## Doprava
Město je železničním uzlem a vyjíždějí odsud spoje do všech významných měst po celé zemi. V Eindhovenu je rovněž mezinárodní letiště, které spojuje město s Londýnem, Paříží, Římem, Barcelonou a mnoha dalšími významnými městy, včetně Prahy. Toto letiště je druhým největším v zemi dle přepravených pasažérů (2016).

## Školství
V Eindhovenu je technická univerzita.

## Sport
Město je domovem slavného fotbalového klubu PSV Eindhoven, který hraje svá domácí utkání na Philips Stadionu, a méně známého klubu FC Eindhoven, jenž svá domácí utkání hraje na stadionu Jana Louwerse. Tyto kluby jsou profesionální.

## Rodáci
- Christijan Albers – automobilový závodník
- Lenny Kuhr – zpěvačka

## Partnerská města
- Minsk, Bělorusko
- Nanking, Čína
- Białystok, Polsko
- Chinandega, Nikaragua
- Emfuleni, JAR
- Gedaref, Súdán
- Bayeux, Francie
- Iaşi, Rumunsko (od roku 2011)
- Gumi, Jižní Korea